# Eulobus
Eulobus, rod sjevernoameričkog bilja iz porodice vrbolikovki. Postoji svega četiri priznatih vrsta na jugozapadu SAD-a (Arizona, Kalifornija) i sjeverozapadu Meksika. Tipična je vrsta jednogodišnja biljka E. californicus, vernakularno poznata kao California Sun Cup.

## Vrste
1. Eulobus angelorum (S.Watson) W.L.Wagner & Hoch
2. Eulobus californicus Nutt.
3. Eulobus crassifolius (Greene) W.L.Wagner & Hoch
4. Eulobus sceptrostigma (Brandegee) W.L.Wagner & Hoch